# Rouxopteris
Rouxopteris, monoripski rod papratnica iz porodice Gleicheniaceae, dio reda Gleicheniales; opisan je 2020.
Jedina vrsta je R. boryi sa otoka Réunion. Ima jedan varijetet sa Madagaskara.

## Podvrsta
- Rouxopteris boryi var. madagascariensis (C.Chr.) Hong M.Liu

## Sinonimi
- Gleichenia boryi Kunze
- Calymella boryi (Kunze) Ching
- Gleicheniastrum boryi C.Presl